# 佳能 EOS 40D
佳能 EOS 40D是一部佳能生產的CMOS數位單鏡反光相機，於2007年8月推出市面，市面上分為連鏡頭套裝（kit set，包括一支EF-S 17-85mm IS鏡頭）和不連鏡頭套裝（body set）兩種。像素為1010萬像素，與佳能 EOS 400D、佳能 EOS-1Ds Mark III一樣。和EOS-1Ds Mark III、Canon PowerShot G9一起發佈。